# Лунка, Золтан
Зо́лтан Лу́нка (нем. Zoltan Lunka; род. 22 мая 1970, Меркуря-Ниражулуй) — румынский и немецкий боксёр наилегчайшей весовой категории, успешно выступавший на любительском уровне в середине 1990-х годов. Чемпион мира (1995 год), бронзовый призёр летних Олимпийских игр в Атланте, многократный чемпион национальных первенств. В период 1996—2001 пробовал себя в профессиональном боксе, был претендентом на титул чемпиона мира по версии ВБО. Ныне — тренер по боксу.

## Биография
Золтан Лунка родился 22 мая 1970 года в румынском городе Меркуря-Ниражулуй, жудец Муреш. Первого серьёзного успеха на ринге добился в 1988 году, когда в наилегчайшем весе стал чемпионом Румынии и выиграл серебряную медаль на юниорском первенстве Европы. Тем не менее, год спустя эмигрировал сначала в Австрию, а потом в Германию, присоединившись к спортивному клубу «Галле». В 1994 году впервые стал лучшим в зачёте немецкого чемпионата, через год повторил это достижение — за счёт этих побед пробился в основной состав национальной сборной. На чемпионате мира 1995 года сенсационно завоевал золотую медаль, одолев всех своих соперников.
В 1/16 финала Золтан выиграл у турка Сонера Караоза (по очкам, 12:3), в 1/8 одержал убедительную победу над боксёром из Узбекистана Кикматуллой Ахмедовым (по очкам, 14:2). На четвертьфинальной стадии Лунка выиграл у армянина Лерника Папияна (по очкам, 16:7), в полуфинале сумел сломить сопротивление сильного кубинца Рауля Гонсалеса (по очкам, 11:8). В финальном бою Золтан победил Булата Жумадилова (Казахстан) (по очкам, 11:6), став, таким образом, чемпионом мира.
Благодаря череде удачных выступлений удостоился права защищать честь страны на летних Олимпийских играх 1996 года в Атланте, сумел дойти до полуфинала, где встретился с Жумадиловым, который на сей раз оказался сильнее. Также в этом сезоне съездил на чемпионат Европы в Вайле, однако попасть в число призёров не смог.
Вскоре после этих соревнований Лунка покинул сборную и перешёл в профессионалы, в ноябре 1996 года провёл свой первый профессиональный бой — по очкам победил испанца Хосе Антонио Лопеса. При всём при том, карьера первое время складывалась не очень удачно, уже в шестом матче приключилось неожиданное поражение от не самого сильного соперника из Южной Африки. Золтан Лунка побеждал противников не самого высокого уровня и вышел на пик карьеры к началу 2001 года, когда получил шанс побороться за титул чемпиона мира в наилегчайшем весе по версии Всемирной боксёрской организации (ВБО). Он вышел на ринг против непобеждённого мексиканского чемпиона Фернандо Монтиеля и выглядел заметно хуже — в седьмом раунде рефери остановил поединок, зафиксировав технический нокаут. После этой неудачи немецкий боксёр понял, что уже не сможет выйти на такой высокий уровень, и принял решение завершить карьеру профессионального спортсмена. В настоящее время работает тренером в Центре олимпийской подготовки в Хайдельберге.